# The Ruling Class
The Ruling Class (Brasil: A Classe Dominante ) é um filme britânico de 1972, do gênero comédia, dirigido por Peter Medak e estrelado por Peter O'Toole e Alastair Sim.

## Produção
Comédia de humor negro, tão ao gosto do cinema britânico, The Ruling Class é o melhor trabalho do Peter Medak. Uma crítica à aristocracia inglesa, o filme tornou-se cult e deu um norte à carreira do diretor, que se especializou em projetos interessantes, mas de pouco apelo comercial.
Sátira sarcástica, com pouco enredo e divertidas -- e longas -- sequências, The Ruling Class é carregado de ideias malucas e gente explodindo em cantorias repentinas, com personagens bem caracterizados e excêntricos ângulos de câmera.
O roteiro foi assinado por Peter Barnes e baseia-se em sua própria peça, que estreou em Nottingham no ano de 1968.
Segundo Ken Wlaschin, este é um dos dez melhores filmes de Peter O'Toole. Esta opinião é compartilhada pela Academia de Artes e Ciências Cinematográficas, que deu ao ator a quinta de suas oito indicações ao Oscar de Melhor Ator -- ele nunca venceu.

## Sinopse
Quando o Décimo-Terceiro Earl de Gurney falece, seu lugar na Câmara dos Lordes é ocupado pelo filho, Jack Arnold. Acontece que Jack é louquinho, ainda que inofensivo -- tem mania de grandeza e julga-se a reencarnação de Jesus Cristo. Sua visão cristã de paz e amor não é bem vista pela sociedade, o que faz com que os parentes tramem para afastá-lo do caminho.

## Premiações
| Patrocinador                                            | Prêmio        | Categoria                                               | Situação           |
| ------------------------------------------------------- | ------------- | ------------------------------------------------------- | ------------------ |
| Academia de Artes e Ciências Cinematográficas           | Oscar         | Melhor Ator (Peter O'Toole)                             | Indicado           |
| Associação de Correspondentes Estrangeiros de Hollywood | Golden Globe  | Melhor Filme Estrangeiro Falado em Inglês               | Indicado           |
| National Board of Review                                | NBR Award     | Melhor Ator (Peter O'Toole) Dez Melhores Filmes de 1972 | Vencedor Escolhido |
| National Society of Film Critics                        | NSFC Award    | Melhor Ator (Peter O'Toole)                             | Terceiro Lugar     |
| Festival de Cannes                                      | Palma de Ouro | Melhor Filme                                            | Selecionado        |

## Elenco
| Ator/Atriz      | Personagem                     |
| --------------- | ------------------------------ |
| Peter O'Toole   | Jack Arnold Gurney             |
| Alastair Sim    | Bispo Lampton                  |
| Arthur Lowe     | Tucker                         |
| Harry Andrews   | Décimo-Terceiro Earl de Gurney |
| Coral Browne    | Lady Claire                    |
| Michael Bryant  | Doutor Herder                  |
| Carolyn Seymour | Grace                          |
| Graham Crowden  | Truscott                       |
| Nigel Green     | Mckyle                         |
| William Mervyn  | Sir Charles                    |
| James Villiers  | Dinsdale                       |
| Hugh Burden     | Matthew Peake                  |